# セドロール
セドロール（英: Cedrol）は、三環式セスキテルペンアルコールの一種である。シダーウッドやヒバなどの針葉樹の精油に含まれる。ポットマジョラム (Origanum onites) からも同定されている。主に香料として利用される。スギの葉や材、コウヨウザンの材にもセドロールが含まれる。
セドロールのヒトへの効果については、交感神経系の活動や精神緊張を低下させる作用を有すること、睡眠に早く入り深い眠りが持続することが報告されている。コウヨウザンの材に含まれるセドロールはヤマトシロアリに対して高い抗蟻活性が認められた。2015年の研究では、摂食後の妊娠した雌の蚊がセドロールに誘引されることから、セドロールを使ったマラリアの運び屋となっている蚊のトラップの可能性が示唆された。

## 用途
シダーウッド油の分留・再結晶により精製され、石鹸・洗剤、家庭用品向けのウッディ・スパイス・オリエンタル系調合香料の保留剤として使用される。純粋なものは結晶であるが、市販品は半固体ないし液体であることが多く、凝固点は20℃ないし34℃以上である。「セドレノール」の名称で市販されているものでも、本物質を主成分としていることがある。